# جادوگرها (فیلم ۲۰۲۰)
جادوگران (انگلیسی: The Witches) یک فیلم سینمایی آمریکایی در ژانر فانتزی تاریک و کمدی به کارگردانی رابرت زمکیس است که در اکتبر سال ۲۰۲۰ منتشر شد. فیلمنامهٔ این فیلم توسط زمیکس، کنیا باریس و گی‌یرمو دل تورو بر اساس رمانی به همین نام اثر رولد دال و محصول سال ۱۹۸۳ به رشتهٔ تحریر درآمده است. از بازیگران آن می‌توان به ان هتوی، اکتاویا اسپنسر، استنلی توچی، کریستن چنووس، ائوجنیا کاروزو و کریس راک اشاره کرد.

## داستان
در سال ۱۹۶۸، یک پسر جوان پس از کشته شدن پدر و مادرش در تصادف رانندگی در شیکاگو، برای زندگی با مادربزرگش به دموپولیس، آلاباما می‌رود. به تدریج مادربزرگ پسر را تشویق می‌کند، مادربزرگ یک موش حیوان خانگی را برای او می‌خرد و نام او را دیزی می‌گذارد. یک روز پسر به فروشگاه می‌رود تا یک جعبه میخ بخرد تا دیزی را آموزش دهد و برای او نیز خانه بسازد. جادوگری به پسر نزدیک می‌شود که سعی دارد او را با مار و کارامل فریب دهد، اما مادربزرگ او را صدا می‌کند و جادوگر ناپدید می‌شود…

## بازیگران
- ان هتوی در نقش جادوگر والا مقام، جادوگر قدرتمند و شیطانی که رهبر همه جادوگران جهان است.
- اکتاویا اسپنسر در نقش آگاتا / مادربزرگ، یک درمانگر و مادربزرگ پسر که دشمن دیرینه قدیمی جادوگر بزرگ است.
- استنلی توچی در نقش آقای آر. جی استرینگر، مدیر هتل
- جازیر برونو[۴] در نقش چارلی هانسن
- کدی-لی ایستیک[۵] در نقش برونو جنکینز
- کریستن چنووس در نقش صدای دیزی، موش حیوان خانگی پسر
- چارلز ادواردز در نقش آقای جنکینز، پدر برونو
- مورگانا رابینسون[۶] در نقش خانم جنکینز، مادر برونو
- ژوزت سایمون در نقش زلدا، یک جادوگر
- ائوجنیا کاروزو در نقش کنسولا، یک جادوگر
- آنا-ماریا ماسکل[۷] در نقش ازمرلدا، یک جادوگر
- اورلا اورورک[۸] در نقش سیرشا، یک جادوگر
- پنی لایل[۹] در نقش یک جادوگر
- سایمون منیوندا[۱۰] در نقش زیردست-آشپز
- فیلیپ اسپال[۱۱] در نقش آشپز
- برایان باول[۱۲] در نقش رجینالد